# Bill Schermbrucker
William Gerald „Bill“ Schermbrucker (* 23. Juli 1938 in Eldoret, Kenia; † 14. September 2019 in Saanich, Kanada) war ein kanadischer Schriftsteller, Hochschullehrer, Hörfunkautor und Literaturkritiker.

## Leben
Schermbrucker wurde 1938 in Eldoret, Kenia, geboren. Seit 1964 lebt er in Vancouver, Kanada. An der University of British Columbia studierte er Englisch und machte 1973 seinen Ph.D. mit einer vergleichenden literaturwissenschaftlichen Arbeit über die Erzähltechniken von sechs ausgewählten Romanen von D. H. Lawrence, William Faulkner und Patrick White.
Schermbrucker ist einer der Gründer und langjährigen Dozenten des Capilano College und früherer Herausgeber des The Capilano Review. Auch später betätigte er sich als Literaturkritiker.
Am Capilano College betreute er jahrelang die Kurse für Kreatives Schreiben sowohl für professionelle Schriftsteller als auch für Amateure, wobei seine besondere Gewichtung auf dem Genre der Memoiren lag, bei dem es ihm nicht allein um den Prozess des Schreibens, sondern auch um die Vermarktung oder die Verwirklichung als Buch oder als Artikel innerhalb eines Magazines.
Inzwischen ist das Schreiben sein Hauptberuf. Gegenwärtig arbeitet er an einem Nachfolgeroman zu seinem Werk Mimosa. Neben seinen Romanen hat Bill Schermbrucker unter seinem vollständigen Geburtsnamen diverse Sachbücher zur Kanadischen Literatur oder der Technik des Schreibens veröffentlicht.
1989 gewann er den zu den BC Book Prizes gehörenden Ethel Wilson Fiction Prize mit seinem Roman Mimosa (1988).

## Werk
Romane und Kurzgeschichten
- Chameleon and Other Stories. Talon Books, Vancouver 1983.
- Mimosa, Talon Books. Talon Books, Vancouver 1988.
- Motortherapy and Other Stories. Talon Books, Vancouver 1993.

Sachbücher
- Vision of alienation An analytical approach to the works of Patrick White, 1966.
- Strange textures of vision a study of the significance of mannered fictional techniques in six selected novel of D.H. Lawrence, William Faulkner, and Patrick White, together with a theoretical introduction on "The Novel of vision". Thesis (Ph. D.) University of British Columbia 1973
- The Aims and Strategies of Good Writing. Vancouver: Capilano College, 1976.
- Readings for Canadian writing students. The Capilano College, North Vancouver, B.C.  1980 (zusammen mit Daphne Marlatt)
- The Capilano reader. The Capilano College, North Vancouver, B.C. 1984
- Making a difference : Canadian multicultural literature. Oxford University Press, Toronto u. a. 1996 (zusammen mit Frederick Philip Grove; Laura Goodman Salverson; Rachel Korn; A. M. Klein; George Faludy)
- Aims and strategies of good writing. Pearson Prentice Hall, Toronto 2010 (zusammen mit Bob Sherrin)

## Auszeichnungen
- 1989: Ethel Wilson Fiction Prize für Mimosa